# Allophylus borbonicus
Allophylus borbonicus är en kinesträdsväxtart som först beskrevs av Johann Friedrich Gmelin, och fick sitt nu gällande namn av Francis Friedmann. Allophylus borbonicus ingår i släktet Allophylus och familjen kinesträdsväxter. Inga underarter finns listade i Catalogue of Life.